# Kanimambo
Kanimambo é uma canção popularizada por João Maria Tudela.
Em língua changane (do sul de Moçambique, também grafado "khanimambo") significa «obrigado»
Escrito por Artur Fonseca e Reinaldo Ferreira para lado B do single "Holiday in Lorenzo Marques".
Quando a cantou pela primeira vez, em Fevereiro de 1959, teve de repetir oito vezes, tantas quantas foram as chamadas ao palco.
A empresa Valentim de Carvalho edita o disco em Setembro desse mesmo ano.
Segundo Tudela abriram mais de duas centenas de casas de comércio com o nome da canção.

## História
Sentado à mesa do café com os seus amigos Artur Fonseca e o escritor Reinaldo Ferreira (filho do célebre «Repórter X»), João Maria Tudela expõe o que lhe fora pedido: «Eles querem uma canção dedicada a Lourenço Marques, uma letra simples que eu depois possa cantar com sotaque estrangeiro para dar uma atmosfera continental.» Reinaldo Ferreira escreve assim a canção «Holiday in Lorenzo Marques».
Para o lado «B» do «single» : «Se queres um verdadeiro sucesso para toda a gente cantar, olha-me só para esta letra...», disse-lhe o escritor: «Obrigado, muchas gracias, merci bien, tudo é Kanimambo; danke schön, grazzie tanta, many thanks, tudo é Kanimambo».
«E eu também já tenho música para isso», acrescentou Artur Fonseca, trauteando a melodia. Tinha nascido naquele momento o maior sucesso de João Maria Tudela, «Kanimambo».